# Ketapang (Limau)
Ketapang is een bestuurslaag in het regentschap Tanggamus van de provincie Lampung, Indonesië. Ketapang telt 1766 inwoners (volkstelling 2010).